# Caorches-Saint-Nicolas
Caorches-Saint-Nicolas település Franciaországban, Eure megyében. Lakosainak száma 603 fő (2022. január 1.). Caorches-Saint-Nicolas Bernay, Grand-Camp, Plainville, Treis-Sants-en-Ouche, Saint-Martin-du-Tilleul és Saint-Victor-de-Chrétienville községekkel határos.

## Népesség
A település népességének változása:
| Lakosok száma | 162  | 534  | 570  | 573  | 587  | 586  | 592  | 594  | 597  | 603  |
|               | 1968 | 1982 | 1990 | 2006 | 2013 | 2015 | 2017 | 2019 | 2020 | 2022 |